# Алфа Семеду
Алфа Семеду (порт. Alfa Semedo, нар. 30 серпня 1997, Бісау) — футболіст Гвінеї-Бісау, півзахисник клубу «Віторія» (Гімарайнш).

## Ігрова кар'єра
Народився 30 серпня 1997 року в місті Бісау. Починав займатися футболом на батьківщині, у Гвінеї-Бісау, а 2014 року перебрався до Португалії, приєднавшись до футбольної академії лісабонської «Бенфіки».
За два роки, у 2016, отримав перший досвід дорослого футболу, виступаючи на умовах оренди за нижчоліговий «Вілафранкенсе». А в сезоні 2017/18 дебютував у Прімейрі, де також на умовах оренди відіграв 28 матчів за «Морейренсе».
Влітку 2018 року повернувся з оренди до «Бенфіки», де почав поступово залучатися до ігор основної команди. Проте появи у її складі були епізодичними, і вже 2019 року знову віддавався в оренду до іспанського «Еспаньйола», а згодом до англійського «Ноттінгем Форест».
Пізніше протягом 2020–2021 років знов таки на умовах оренди грав за іншу англійську команду, «Редінг», після чого наприкінці липня 2021 року за півтора мільйони євро приєднався до португальської «Віторії» (Гімарайнш).